# Міжнародні угоди в історії України
Перелік основних міжнародних договорів України у хронологічному порядку від найдавніших часів до сьогодення.

## Київська Русь
| Дата          | Угода                                     | Зображення | I сторона     | II сторона           | Коментарі/Умови |
| ------------- | ----------------------------------------- | ---------- | ------------- | -------------------- | --- |
| 867           | Русько-візантійський договір              |            | Київська Русь | Візантійська імперія | Візантія зобов'язалась виплачувати Русі щорічну данину, а Русь за це — надавати військову допомогу імперії. |
| 907           | Русько-візантійський торговельний договір |            | Київська Русь | Візантійська імперія | Князь Олег Віщий змусив імператорів відновити виплату данини Київській Русі; найвигідніша торговельна угода. |
| 2 вересня 911 | Русько-візантійський договір              |            | Київська Русь | Візантійська імперія | Договір укладено після вдалого походу дружини князя Олега на Візантію. |
| 944           | Русько-візантійський мирний договір       |            | Київська Русь | Візантійська імперія | Договір укладено після невдалого походу військ князя Ігоря Старого на Візантію в 941 і походу 944 р. |
| 971           | Русько-візантійський договір              |            | Київська Русь | Візантійська імперія | Укладено князем Святославом I Хоробрим з імператором Іоанном I Цимісхієм під час облоги руських військ в Доростолі. |
| 1039          | Русько-польський воєнно-політичний союз   |            | Київська Русь | Королівство Польське | Договір підбив підсумок постійних русько-польських протистоянь |
| 1043          | Русько-візантійський договір              |            | Київська Русь | Візантійська імперія | Договір підвів підсумок Русько-візантійської війни 1043 р. |
| 1078          | Русько-візантійський союзний договір      |            | Київська Русь | Візантійська імперія | Відчуваючи сильний тиск з боку кочовиків степів Північного Причорномор’я — половців, Візантія запропонувала союзну угоду Русі, внаслідок якої Великий князь Київський Всеволод I Ярославич одержав Тмуторокань, що раніше відпала від Київської держави. |

## Галицько-Волинське князівство, Королівство Русі
| Дата          | Угода                        | Зображення | I сторона                     | II сторона            | Коментарі/Умови |
| ------------- | ---------------------------- | ---------- | ----------------------------- | --------------------- | --- |
| 1221          | Русько-угорський договір     |            | Галицько-Волинське князівство | Угорське королівство  | Договір між угорським королем Андрієм II і галицьким князем Мстиславом Удатним (після розгрому останнім угорського війська біля Галича та повернувся на галицький престол), згідно з яким донька князя заручувалась із королевичем, а після смерті Мстислава Галич діставався його угорському зятеві. |
| 1230          | Русько-польська союзна угода |            | Галицько-Волинське князівство | Королівство Польське  | Князь Конрад I Мазовецький, після виснажливих війн за краківський престол, вважаючи свої права на нього вищими від прав інших претендентів з династії П'ястів, вирішив укласти воєнний союз із Романовичами.                                                                                          |
| 1262          | Тарнівська угода             |            | Королівство Руське            | Королівство Польське  | Об'єднання сил двох держав проти литовського короля Міндовга, котрий воював проти кожної з них, а також для відбиття набігів ятвягів. |
| 1290          | Русько-чеська угода          |            | Галицько-Волинське князівство | Богемське королівство | Союз спрямований проти Генріха IV Вроцлавського й пояснювався втручанням короля Льва I Даниловича в суперництво за краківський престол. |
| 9 серпня 1316 | Русько-тевтонська угода      |            | Королівство Руське            | Тевтонський орден     | У документі підкреслювався надійний захист галицько-волинськими князями орденських земель від татар. |

## Велике князівство Литовське, Руське і Жемайтійське
| Дата            | Угода                     | Зображення | I сторона                                        | II сторона           | Коментарі/Умови |
| --------------- | ------------------------- | ---------- | ------------------------------------------------ | -------------------- | --- |
| 14 серпня 1385  | Кревська унія             |            | Велике князівство Литовське                      | Королівство Польське | Великий князь Литовський Ягайло, уклавши шлюб з королевою Ядвіґою, зобов'язувався перевести Велике князівство Литовське на католицтво і ставав королем єдиної Польсько-Литовської держави. |
| 4 серпня 1392   | Острівська угода          |            | Велике князівство Литовське                      | Королівство Польське | Угода, що поклала кінець Громадянській війні та Війні за Галицько-волинську спадщину, відповідно до якої Владислав II Ягайло змушений був частково відродити політичну самостійність ВКЛ та визнати, що його племінник Вітовт стає Великим князем, залишившись при цьому васалом Ягайла.                                                                |
| 18 січня 1401   | Віленсько-радомська унія  |            | Велике князівство Литовське                      | Королівство Польське | Договір про державний і політичний союз між державами, що належить до державно-правових актів, які визначали різні форми відносин між ними — від спроб інкорпорації Литви до союзу між ними. |
| 1 лютого 1411   | Перший Торунський мир     |            | Велике князівство Литовське Королівство Польське | Тевтонський орден    | Договір завершив Велику війну, що призвела до розгрому військ Ордену союзними військами у Грюнвальдській битві 1410 р. |
| 2 жовтня 1413   | Городельська унія         |            | Велике князівство Литовське                      | Королівство Польське | Рішення угоди підтверджували існування Великого князівства Литовсько-Руського як окремої незалежної держави. Унія передбачала проведення ряду заходів, спрямованих на уніфікацію систем органів державного управління обох країн, а також унормування шляхетських привілеїв.                                                                            |
| 27 вересня 1422 | Мельнський мир            |            | Велике князівство Литовське Королівство Польське | Тевтонський орден    | Згідно із договором, хрестоносці поступались Королівству Польському частиною Куявії з містом Нешава та остаточно відмовлялись від претензій на Жемайтію. |
| 15 жовтня 1432  | Гродненська унія          |            | Велике князівство Литовське                      | Королівство Польське | Основні положення документу засвідчили інкорпорацію Великого князівства Литовського до складу Польського королівства. Привілей повертав політичні та майнові права руській (українській) і білоруській шляхті в разі переходу її у католицизм. |
| 24 липня 1499   | Краківсько-віленська унія |            | Велике князівство Литовське                      | Королівство Польське | 1499 р. розпочалась війна з Османською імперією, й Польщі була потрібна підтримка Великого князівства Литовського. Унія затверджувала принципи: - надання взаємодопомоги у разі війни; - оголошення війни третім державам кожною із сторін виключно за згодою іншої сторони; - вибори правителя кожної із сторін «за порадою і звісткою» другої країни. |
| 23 жовтня 1501  | Мельницька унія           |            | Велике князівство Литовське                      | Королівство Польське | Унія була зумовлена прагненням польської та литовської шляхти об'єднати сили для боротьби проти Великого князівства Московського та інших ворогів, передбачала спільне обрання шляхтою обох країн єдиного монарха тощо. |
| 1 липня 1569    | Люблінська унія           |            | Велике князівство Литовське                      | Королівство Польське | Угода про об'єднання Королівства Польського та Великого князівства Литовсько-Руського в єдину федеративну державу — Річ Посполиту. |

## Гетьманщина (Військо Запорозьке)
| Дата              | Угода                          | Зображення | I сторона                 | II сторона         | Коментарі/Умови |
| ----------------- | ------------------------------ | ---------- | ------------------------- | ------------------ | --- |
| Березень 1648     | Бахчисарайський договір        |            | Гетьманщина               | Кримське ханство   | Встановлення дружніх відносин Війська Запорізького і Кримського ханства, надання взаємної військової допомоги, заборону татарам спустошувати українські землі й брати ясир тощо. |
| 20 листопада 1648 | Замостське перемир'я           |            | Гетьманщина               | Річ Посполита      | Головні пункти перемир’я: - амністія повстанцям; - ліквідація Берестейської унії; - відновлення давніх прав і вольностей козацтва тощо. |
| 8 серпня 1649     | Зборівський договір            |            | Гетьманщина               | Річ Посполита      | Договір підсумував першу фазу в історії Хмельниччини, легалізував самоврядність українських козаків у межах Речі Посполитої. Ця самоврядність втілилася в козацькому державному утворенні — Війську Запорозькому. |
| 28 вересня 1651   | Білоцерківський мирний договір |            | Гетьманщина               | Річ Посполита      | Згідно з Договором: - польській шляхті поверталися маєтки у Київському, Брацлавському і Чернігівському воєводствах; - територія, підвладна Богдану Хмельницькому, обмежувалася лише Київським воєводством тощо. |
| 22 березня 1654   | Березневі статті               |            | Гетьманщина               | Московське царство | Україна зберігала свої військово-адміністративні органи управління на чолі з виборним гетьманом. На Гетьманщині без обмежень мало далі діяти місцеве право, обумовлювалося невтручання царських воєвод та інших урядовців у внутрішні справи України тощо.                                                                                            |
| 25 жовтня 1657    | Корсунський договір            |            | Гетьманщина               | Шведська імперія   | Договір передбачав створення українсько-шведського політичного союзу, який би гарантував державну незалежність і територіальну цілісність Української держави. |
| 16 вересня 1658   | Гадяцький договір              |            | Гетьманщина               | Річ Посполита      | Україна як незалежна держава, під назвою Велике князівство Руське мала увійти на рівних правах з Польщею і Литвою до складу федерації. Територію Великого Князівства Руського складали Київське, Брацлавське і Чернігівське воєводства. Вища законодавча влада належала національним зборам депутатів, які обиралися від усіх земель князівства тощо. |
| Жовтень 1659      | Жердівські статті              |            | Гетьманщина               | Московське царство | Основні положення: - спадковість привілеїв і вольностей, наданих московським урядом Б. Хмельницькому; - заборона розміщувати московських воєвод в інших українських містах крім Києва тощо. |
| Жовтень 1659      | Переяславські статті           |            | Гетьманщина               | Московське царство | Статті означали розрив Гадяцької угоди з Річчю Посполитою і суттєво звужували автономію козацької України у складі Московської держави. |
| 17 жовтня 1660    | Слободищенський трактат        |            | Гетьманщина               | Річ Посполита      | Договір скасовував невигідні для України Переяславські статті, розривав союз із московським царем і відновлював державний зв'язок України з Річчю Посполитою. |
| 17 листопада 1663 | Батуринські статті             |            | Гетьманщина               | Московське царство | Статті підтверджували Березневі статті, але містили додаткові пункти, за якими гетьманська адміністрація зобов'язувалась: - утримувати коштом місцевого населення московське військо в Україні; - повертати до Московії втікачів; - упорядкувати козацький реєстр тощо.                                                                               |
| 22 жовтня 1665    | Московські статті              |            | Гетьманщина               | Московське царство | Статті значно обмежували політичні права України, посилювали її військово-адміністративну і фінансову залежність від московського уряду. |
| 19 жовтня 1667    | Підгаєцька угода               |            | Гетьманщина               | Річ Посполита      | Згідно з договором: - Петро Дорошенко й Військо Запорозьке обіцяли підданство королеві й відмовлялися на майбутнє від усяких інших протекцій; - магнати й шляхта могли вільно вертатися до своїх маєтків тощо. |
| 16 березня 1669   | Глухівські статті              |            | Гетьманщина               | Московське царство | Згідно з договором: - московські воєводи залишились лише в п'ятьох містах — Києві, Переяславі, Чернігові, Ніжині і Острі; - козацький реєстр встановлювався в розмірі 30 тис. чоловік тощо. |
| 12 березня 1669   | Корсунська угода               |            | Гетьманщина               | Османська імперія  | За цим договором: - територія Української держави мала охоплювати землі від Перемишля до Путивля; - підтверджувалося право вільного вибору гетьмана, який обирався довічно тощо. |
| 2 вересня 1670    | Острозька угода                |            | Гетьманщина               | Річ Посполита      | Згідно з договором: - Проголошувалася «безпека, вольності й поваги на вічні часи» до православного духовенства; - Непорушність стародавніх військових вольностей стосовно будь-яких козацьких маєтків тощо. |
| 17 червня 1672    | Конотопські статті             |            | Гетьманщина               | Московське царство | Статті були складені на основі Глухівських статей. До нового договору додавалося 10 статей, які обмежували автономію Війська Запорозького. |
| 17 березня 1674   | Переяславські статті           |            | Гетьманщина               | Московське царство | Згідно з договором: - заборонялося гетьману без дозволу царя надавати допомогу будь-якій стороні у разі нападу на Польщу; - заборонялося гетьману карати будь-кого без суду і згоди старшини тощо. |
| 25 липня 1687     | Коломацькі статті              |            | Гетьманщина               | Московське царство | Статті декларативно підтверджували козацькі права і привілеї, зберігали 30-тисячне реєстрове козацьке військо та компанійські полки. Однак, деякі зміни попередніх гетьманських статей і нові пункти значно обмежували політичні права гетьмана та українського уряду.                                                                                |
| 20 вересня 1689   | Московські статті              |            | Гетьманщина               | Московське царство | Статті, в основному, повторювали з деякими змінами текст Коломацьких статей та містили кілька нових пунктів. |
| 27 березня 1709   | Шведська угода                 |            | Гетьманщина               | Шведська імперія   | За цим договором Україна проголошувалася «на вічні часи вільною від усякого чужого зазіхання», Запоріжжя приєднувалося до шведсько-українського союзу, а Карл XII давав зобов'язання не укладати миру з Петром І без виконання союзних зобов'язань.                                                                                                   |
| 17 липня 1709     | Решетилівські статті           |            | Гетьманщина               | Московське царство | Цим документом гетьман Іван Скоропадський прохав царя зберегти права та вольності Гетьманщини. |
| 23 січня 1711     | Кайрський договір              |            | Гетьманщина               | Кримське ханство   | Зазначалися наміри сторін здійснювати координовану зовнішню політику. Проголошувалися право мешканців Гетьманщини на самовизначення та невтручання в їх внутрішні справи з боку Криму, а також недоторканність майна козаків. Підтверджувалися пільги козацтва на промисли в межах володінь Кримського ханату.                                        |
| 22 серпня 1728    | Рішительні пункти              |            | Гетьманщина               | Російська імперія  | Розширення повноважень старшин, рад у галузі організації торгівлі і промислів, спроба поставити перепони на шляху закупівлі за безцінь чи відвертого захоплення українських земель росіянами, чисельність найманого війська обмежувалася до 3 полків (окрім реєстрових козаків) тощо.                                                                 |
| Літо 1734         | Лубенський договір             |            | Військо Запорозьке Низове | Російська імперія  | Закріпляв перехід Війська Запорізького Низового під російський протекторат. Обов'язками Війська Запорізького була військова охорона кордонів Російської імперії з Кримських Ханством у Північному Причорномор'ї та Приазов'ї. |

## Українська Народна Республіка / Українська Держава
| Дата            | Угода                          | Зображення | I сторона                           | II сторона                                                  | Коментарі/Умови |
| --------------- | ------------------------------ | ---------- | ----------------------------------- | ----------------------------------------------------------- | --- |
| 9 лютого 1918   | Берестейський мир              |            | УНР                                 | Австро-Угорщина Болгарія Німецька імперія Османська імперія | Перший мирний договір у Першій світовій війні, згідно з яким, УНР виходила з Великої війни, Україну було визнано незалежною та рівноправною державою. |
| 4 травня 1918   | Договір у Кореневі             |            | Українська Держава Німецька імперія | Російська РФСР                                              | Угода припиняла бойові дії і визначала нейтральну територію, створену по обидві сторони демаркаційної лінії між німецько-українськими, з одного боку, військами, і військами Радянської Росії, з іншого. |
| 10 вересня 1918 | Економічний договір            |            | Українська Держава                  | Німецька імперія Австро-Угорщина                            | Згідно з угодою Українська Держава мала експортувати до Центральних держав 35% зібраного врожаю збіжжя та іншу сировину (худоба, масло, цукор, метал, дерево та ін.). Німеччина зобов'язувалася друкувати для України грошові знаки та постачати до неї вугілля, Австро-Угорщина — нафту тощо.                                                                                  |
| 22 січня 1919   | Акт Злуки                      |            | УНР                                 | ЗУНР                                                        | Універсал, який об'єднав УНР і ЗУНР у соборну Україну, що був глибоко детермінований історично і спирався на споконвічну мрію Українського народу про незалежну, соборну національну державу. |
| 21 квітня 1920  | Варшавський договір            |            | УНР                                 | Польща                                                      | Згідно з договором в обмін на визнання незалежності УНР і військову допомогу, Симон Петлюра погоджувався визнати українсько-польський кордон по річці Збруч і далі по Прип'яті до її гирла. Польський уряд Юзефа Пілсудського відмовився від намірів розширити територію Польщі до кордонів Речі Посполитої 1772 р. До Польщі мала відійти Східна Галичина та 5 повітів Волині. |
| 31 серпня 1920  | Булдурська політична конвенція |            | УНР                                 | Латвія Литва Естонія Польща Фінляндія                       | Конвенція констатувала взаємне юридичне визнання держав-учасниць, зобов'язувала їх до мирного урегулювання територіальних конфліктів, а в разі неможливості такого — вдатися до посередництва третьої сторони, зокрема, Ліги Націй. |

## Українська Радянська Соціалістична Республіка
| Дата            | Угода                                                                                               | Зображення | I сторона | II сторона | Коментарі/Умови |
| --------------- | --------------------------------------------------------------------------------------------------- | ---------- | --- | --- | --- |
| 14 лютого 1921  | Мирний договір між УСРР і ЛДР                                                                       |            | УСРР | Литва | Договір визнав державну самостійність УСРР і ЛДР у межах існуючих на той час кордонів, узгоджених із державами-сусідами, надавав право оптації литовцям в Україні й українцям у Литві, повертав на батьківщину біженців I світової війни тощо.                             |
| 18 березня 1921 | Ризький мир                                                                                         |            | Українська СРР Російська РФСР                                                                                                  | Польща | Договір формально закінчив Польсько-радянський збройний конфлікт, санкціонував поділ українських і білоруських земель між Польщею та Радянською Росією, фактично анулював Варшавський договір.                                                                             |
| 2 січня 1922    | Анкарський договір                                                                                  |            | Українська СРР | Туреччина | Договір проголошував взаємне дипломатичне визнання обох сторін, передбачав розвиток торгово-економічних та культурних взаємин, укладення консульської та поштово-телеграфної конвенцій тощо.                                                                               |
| 30 грудня 1922  | Договір про утворення СРСР                                                                          |            | Українська СРР | Російська РФСР Білоруська РСР Закавказька СФРР | Договір про об'єднання в одну союзну державу — Союз Радянських Соціалістичних Республік. |
| 9 вересня 1944  | Угода про евакуацію українського населення з території Польщі і польських громадян з території УРСР |            | УРСР | Польща | Договір надавав можливість виїзду українцям (в тому числі лемкам), білорусам, росіянам до УРСР і поверненню до Польщі поляків і євреїв, які станом на 17 вересня 1939 р. були громадянами Польської держави.                                                               |
| 26 червня 1945  | Статут ООН                                                                                          |            | УРСР | Держави - Австралія - Аргентина - Бельгія - Білоруська РСР - Болівія - Бразилія - Велика Британія - Венесуела - Гаїті - Гватемала - Гондурас - Греція - Данія - Домініканська Республіка - Єгипет - Індія - Ірак - Іран - Канада - КНР - Колумбія - Коста-Рика - Куба - Ліберія - Ліван - Люксембург - Мексика - Нідерланди - Нікарагуа - Нова Зеландія - Норвегія - Панама - Парагвай - ПАС - Перу - Сальвадор - Саудівська Аравія - Сирія - СРСР - США - Туреччина - Уругвай - Філіппіни - Франція - Чехословаччина - Чилі - Еквадор - Ефіопія - Югославія | Угода, що засновує міжнародну організацію ООН. Всі країни, які підписали Статут, зобов'язані дотримуватися його статей, крім того, їх зобов'язання за Статутом ООН превалюють над усіма іншими зобов'язаннями, які випливають з інших міжнародних договорів.               |
| 10 лютого 1947  | Паризькі мирні договори                                                                             |            | УРСР · Австралія · Білоруська РСР · Велика Британія · Греція · Індія · Нова Зеландія · СРСР · США · Чехословаччина · Югославія | Болгарія Італія Румунія Угорщина Фінляндія | Договори дозволили Італії, Румунії, Угорщини, Болгарії та Фінляндії повернути собі права суверенних держав у міжнародних відносинах і стати членами ООН. Положення договорів стосувалися військових репарацій, зобов'язань по відношенню до прав національних меншин тощо. |
| 18 серпня 1948  | Конвенція про режим судноплавства на Дунаї                                                          |            | УРСР | Болгарія Румунія СРСР Угорщина Югославія | Згідно з договором навігація на Дунаї повинна бути вільною і відкритою для громадян, торгових суден і товарів усіх держав на основі рівності щодо портових і навігаційних зборів та умов торгового судноплавства.                                                          |

## Україна
| Дата                        | Угода                                                   | Зображення | I сторона | II сторона | Коментарі/Умови |
| --------------------------- | ------------------------------------------------------- | ---------- | --------- | --- | --- |
| 8 грудня 1991               | Біловезька угода                                        |            | Україна   | Білорусь Росія | Документ, яким оголошено розпуск СРСР і створення СНД. Окрема угода була укладена щодо здійснення єдиного контролю над наявною в державах ядерною зброєю.                                                                              |
| 21 грудня 1991              | Алма-Атинська декларація                                |            | Україна   | Азербайджан Білорусь Вірменія Казахстан Киргизстан Молдова Росія Таджикистан Туркменістан Узбекистан | Документ, що підтвердив припинення існування СРСР й разом з Угодою про створення СНД визначив принципи взаємовідносин і співробітництва країн-членів СНД.                                                                              |
| 28 жовтня 1992              | Антарктичний договір                                    |            | Україна   | Держави - Австралія - Аргентина - Бельгія - Болгарія - Бразилія - Велика Британія - Еквадор - Індія - Іспанія - Італія - Канада - КНР - Нідерланди - Нікарагуа - Німеччина - Нова Зеландія - Норвегія - ПАР - Перу - Польща - Португалія - Південна Корея - Росія - США - Уругвай - Фінляндія - Франція - Чехія - Чилі - Швеція - Японія | Міжнародна угода, метою якої є забезпечення наукових досліджень і збереження миру на континенті. |
| 3 вересня 1993              | Масандрівські угоди                                     |            | Україна   | Росія | Угоди стосувалися врегулювання проблем поділу Чорноморського флоту колишнього СРСР та утилізації ядерної зброї, що знаходилася на території України.                                                                                   |
| 5 грудня 1994               | Будапештський меморандум                                |            | Україна   | Росія Велика Британія США | Міжнародна угода, укладена про неядерний статус України. Угода містить пункти, що надають гарантії суверенітету та безпеки Україні. |
| 9 липня 1997                | Хартія Україна — НАТО                                   |            | Україна   | НАТО | Документ регулює відносини України з НАТО та визначає політичні зобов'язання сторін на найвищому рівні і необхідність розвивати відносини особливого та ефективного партнерства.                                                       |
| 11 грудня 1997              | Кіотський протокол                                      |            | Україна   | 191 країна | Угода про обмеження викидів в атмосферу парникових газів. Головна мета: стабілізувати рівень концентрації парникових газів в атмосфері на рівні, який не допускав би небезпечного антропогенного впливу на кліматичну систему планети. |
| 21 квітня 2010              | Харківські угоди                                        |            | Україна   | Росія | Угода, згідно з якою термін перебування Чорноморського флоту Російської Федерації у Севастополі подовжено з 2017 до 2042 р. з автоматичним продовженням на 5 років.                                                                    |
| 21 березня / 27 червня 2014 | Угода про асоціацію між Україною та Європейським Союзом |            | Україна   | Європейський Союз | Угода дає змогу перейти від партнерства і співробітництва до політичної асоціації та економічної інтеграції. |
| 19 вересня 2014             | Угода про створення LITPOLUKRBRIG                       |            | Україна   | Литва Польща | Українські, литовські та польські військові будуть брати участь у спільних навчаннях, а пізніше в операціях. Бригада (її елементи) братиме участь у міжнародних операціях на основі мандату Ради Безпеки ООН.                          |
| 12 лютого 2015              | Мінська угода                                           |            | Україна   | Німеччина Росія Франція | Договір у форматі «нормандської четвірки» підписаний з метою деескалації збройного конфлікту на сході України. |
| 22 квітня 2016              | Паризька угода                                          |            | Україна   | 174 країни | Угода в рамках Рамкової конвенції ООН про зміну клімату (UNFCCC) щодо регулювання заходів зі зменшення викидів двоокису вуглецю з 2020 р.                                                                                              |